# Chris Dane
Chris Dane (Helge Julius Guldbøg) (født 25. september 1920 i København, død 3. juni 1993 i Lerum) var en dansk-svensk jazz- og popsanger, der var aktiv i Sverige fra midten af 1940'erne.
Chris Dane sang med fremtrædende svenske orkestre og turnerede i Sverige i flere år. Han er blevet kaldt "Danmarks Dick Haymes". En lovende amerikansk karriere i begyndelsen af 1950'erne blev afbrudt af familiemæssige årsager.

## Udvalgte pladeindspilninger
"Svensk Jazz Diskografi" har noteret følgende optagelser (78 rpm "shellak"):
- Som Helge Guldbog / Chris Dane 8. januar 1946 med Svend Asmussens orkester
- Som Chris Dane 14. maj 1952 med Simon Brehm stora orkester
- Gæstestjerne sammen med Alice Babs og Monica Zetterlund i optagelse 16. april 1959 med Harry Arnold og Radiobandet fra Stockholms Konserthus

Hans danske efternavn Guldbøg blev skrevet Guldbög i det svenske befolkningsregister, senere revideret til Guldbog.